# Aloe pendens
Aloe pendens ist eine Pflanzenart der Gattung der Aloen in der Unterfamilie der Affodillgewächse (Asphodeloideae). Das Artepitheton pendens stammt aus dem Lateinischen, bedeutet ‚hängend‘ und verweist auf den hängenden Wuchs der Art.

## Beschreibung

### Vegetative Merkmale
Aloe pendens wächst stammbildend und sprosst von der Basis aus. Die niederliegenden bis hängenden Stämme erreichen eine Länge von bis zu 20 Zentimeter und sind 1 bis 1,5 Zentimeter dick. Die schwertförmig verschmälerten, zurückgeschlagenen und zurückgebogenen Laubblätter sind anfangs fast zweizeilig an den Trieben angeordnet und werden später spiralförmig bis  rosettig. Die hellgrüne oder bronzefarbene Blattspreite ist etwa 20 Zentimeter lang und 1,5 Zentimeter breit. Die schmalen Blattränder sind hornig und rötlich. An Jungtrieben sind sie variegat. Die rötlichen Zähne am Blattrand sind 1 Millimeter lang und stehen 5 bis 7 Millimeter voneinander entfernt. Die weißstreifigen und gefleckte Blattscheiden sind 1 bis 2 Zentimeter lang.

### Blütenstände und Blüten
Der aufsteigende, einfache Blütenstand erreicht eine Länge von etwa 15 Zentimeter. Die ziemlich dichten, zylindrischen, leicht spitz zulaufenden Trauben sind 15 bis 30 Zentimeter lang. Die eiförmig-spitzen Brakteen weisen eine Länge von 10 Millimeter auf und sind 5 Millimeter breit. Die in der Regel gelben Blüten, selten sind sie orangerot, stehen an 6 Millimeter langen Blütenstielen. Sie sind etwa 18 Millimeter lang. Oberhalb des Fruchtknotens sind die Blüten nicht verengt. Ihre äußeren Perigonblätter sind auf einer Länge von etwa 14 Millimetern nicht miteinander verwachsen. Die Staubblätter ragen 3 Millimeter aus der Blüte heraus.

### Genetik
Die Chromosomenzahl beträgt {\displaystyle 2n=14}.

## Systematik und Verbreitung
Aloe pendens ist in Jemen auf steilen Felsflächen in Höhen von 1500 bis 2300 Metern verbreitet.
Die Erstbeschreibung durch Peter Forsskål wurde 1775 veröffentlicht.
Synonyme sind Aloe variegata Forssk. (1775, nom. illeg. ICBN-Artikel 53.1), Aloe arabica Lam. (1783) und Aloe dependens Steud. (1821).

## Nachweise